# Acerophagus malinus
Acerophagus malinus is een vliesvleugelig insect uit de familie Encyrtidae. De wetenschappelijke naam is voor het eerst geldig gepubliceerd in 1946 door Gahan.